# Basílica de Nuestra Señora de Ginebra
La Basílica de Nuestra Señora de Ginebra (en francés: Basilique Notre-Dame de Genève; en alemán: Basilika Unserer Lieben Frau von Genf) es la principal iglesia católica en Ginebra, Suiza, siendo la antigua catedral de San Pedro ahora una parroquia protestante.
La imagen de Nuestra Señora de Ginebra, ofrecida por el Papa Pío IX, se venera aquí. También es una escala para los peregrinos que se dirigían a Santiago de Compostela (España). La basílica señala de alguna manera el inicio de la vía Gebennensis, que se extiende desde Le Puy-en-Velay, en vía a Podiensis.
El lema de la Virgen de Ginebra es Nuntia Pacis, que en latín quiere decir «Mensajero de la Paz».